# Luis Almanza
Luis Almanza (Caracas, 20 agosto 1991) è un cestista venezuelano con cittadinanza colombiana.

## Carriera
Con la Colombia ha disputato i Campionati americani del 2017.